# Polisportiva Licata 1986-1987
Questa voce raccoglie le informazioni riguardanti la Polisportiva Licata nelle competizioni ufficiali della stagione 1986-1987.

## Rosa
| N. |                   | Ruolo | Calciatore               |
| -- | ----------------- | ----- | ------------------------ |
|    | Italia (bandiera) | P     | Claudio Bozzini          |
|    | Italia (bandiera) | D     | Castrense Campanella     |
|    | Italia (bandiera) | D     | Angelo Consagra          |
|    | Italia (bandiera) | A     | Alessandro Damiani       |
|    | Italia (bandiera) | A     | Giulio Fecarotta         |
|    | Italia (bandiera) | C     | Domenico Giacomarro      |
|    | Italia (bandiera) | D     | Ignazio Gnoffo           |
|    | Italia (bandiera) | C     | Giuseppe Irrera          |
|    | Italia (bandiera) | A     | Giuseppe Antonino Laneri |
|    | Italia (bandiera) | C     | Antonio Lo Presti        |
|    | Italia (bandiera) | A     | Nicola Malaguarnera      |
|    | Italia (bandiera) | C     | Antonio Manicone         |

| N. |                   | Ruolo | Calciatore                 |
| -- | ----------------- | ----- | -------------------------- |
|    | Italia (bandiera) | A     | Claudio Minincleri         |
|    | Italia (bandiera) | D     | Maurizio Miranda           |
|    | Italia (bandiera) | C     | Giacomo Modica             |
|    | Italia (bandiera) | C     | Leonardo Musolesi          |
|    | Italia (bandiera) | C     | Tommaso Napoli             |
|    | Italia (bandiera) | C     | Paolo Ottavi               |
|    | Italia (bandiera) | C     | Giuseppe Romano            |
|    | Italia (bandiera) | A     | Antonio Maurizio Schillaci |
|    | Italia (bandiera) | A     | Giovanni Sorce             |
|    | Italia (bandiera) | D     | Giorgio Taormina           |
|    | Italia (bandiera) | P     | Emilio Zangara             |

## Risultati

### Serie C1

#### Girone di andata
| 21 settembre 1986 1ª giornata | Licata | 1 – 0 | Teramo |  |

| 28 settembre 1986 2ª giornata | Siena | 1 – 1 | Licata |  |

| 5 ottobre 1986 3ª giornata | Licata | 3 – 0 | Sorrento |  |

| 12 ottobre 1986 4ª giornata | Catanzaro | 0 – 0 | Licata |  |

| 19 ottobre 1986 5ª giornata | Licata | 3 – 1 | Monopoli |  |

| 26 ottobre 1986 6ª giornata | Licata | 1 – 0 | Salernitana |  |

| 2 novembre 1986 7ª giornata | Brindisi | 2 – 0 | Licata |  |

| 9 novembre 1986 8ª giornata | Licata | 0 – 0 | Foggia |  |

| 16 novembre 1986 9ª giornata | Benevento | 3 – 1 | Licata |  |

| 23 novembre 1986 10ª giornata | Licata | 1 – 1 | Barletta |  |

| 30 novembre 1986 11ª giornata | Martina | 2 – 1 | Licata |  |

| 7 dicembre 1986 12ª giornata | Licata | 2 – 0 | Nocerina |  |

| 14 dicembre 1986 13ª giornata | Reggina | 0 – 0 | Licata |  |

| 21 dicembre 1986 14ª giornata | Licata | 0 – 0 | Casertana |  |

| 4 gennaio 1987 15ª giornata | Livorno | 2 – 0 | Licata |  |

| 11 gennaio 1987 16ª giornata | Licata | 1 – 0 | Cosenza |  |

| 18 gennaio 1986 17ª giornata | Campania Puteolana | 2 – 0 | Licata |  |

#### Girone di ritorno
| 25 gennaio 1987 18ª giornata | Teramo | 2 – 1 | Licata |  |

| 1º febbraio 1987 19ª giornata | Licata | 3 – 1 | Siena |  |

| 8 febbraio 1987 20ª giornata | Sorrento | 3 – 1 | Licata |  |

| 15 febbraio 1987 21ª giornata | Licata | 0 – 3 | Catanzaro |  |

| 22 febbraio 1987 22ª giornata | Monopoli | 2 – 0 | Licata |  |

| 1º marzo 1987 23ª giornata | Salernitana | 1 – 1 | Licata |  |

| 8 marzo 1987 24ª giornata | Licata | 4 – 1 | Brindisi |  |

| 15 marzo 1987 25ª giornata | Foggia | 3 – 0 | Licata |  |

| 29 marzo 1987 26ª giornata | Licata | 3 – 1 | Benevento |  |

| 5 aprile 1987 27ª giornata | Barletta | 3 – 2 | Licata |  |

| 18 aprile 1987 28ª giornata | Licata | 0 – 0 | Martina |  |

| 26 aprile 1987 29ª giornata | Nocerina | 2 – 1 | Licata |  |

| 3 maggio 1987 30ª giornata | Licata | 3 – 0 | Reggina |  |

| 17 maggio 1987 31ª giornata | Casertana | 1 – 0 | Licata |  |

| 24 maggio 1987 32ª giornata | Licata | 1 – 0 | Livorno |  |

| 31 maggio 1987 33ª giornata | Cosenza | 1 – 0 | Licata |  |

| 7 giugno 1987 34ª giornata | Licata | 0 – 0 | Campania Puteolana |  |